# Blahová
Blahová (Hongaars: Sárrét) is een Slowaakse gemeente in de regio Trnava, en maakt deel uit van het district Dunajská Streda.
Blahová telt 367 inwoners.